# مرخصی کامل
مرخصی کامل (انگلیسی: The Perfect Furlough) فیلمی به کارگردانی بلیک ادواردز محصول سال ۱۹۵۸ کشور ایالات متحده آمریکا است.

## بازیگران
- تونی کرتیس در نقش Cpl. Paul Hodges
- جنت لی در نقش Lt. Vicki Loren
- کینن وین در نقش Harvey Franklin
- لیندا کریستال در نقش Sandra Roca, the Argentine Bombshell
- الین استریچ در نقش Liz Baker
- مارسل دالیو در نقش Henri Valentin
- لس تریمین در نقش Col. Leland
- جی نووللو در نقش Rene Valentin
- کینگ داناوان در نقش Maj. Collins
- گوردون جونز در نقش "Sylvia", MP #1
- Alvy Moore در نقش Pvt. Marvin Brewer
- لیلیان چاوین در نقش French nurse
- تروا دوناهو در نقش Sgt. Nickles
- Dick Crockett در نقش Hans, MP #2
- یوجین بوردن در نقش French doctor
- James Lanphier در نقش Assistant Hotel Manager